# In the Loop
Ne doit pas être confondu avec Looper.
Pour plus de détails, voir Fiche technique et Distribution.
In the Loop est une satire britannique réalisée par Armando Iannucci, sortie en 2009. Le film est dérivé de la série télévisée The Thick of It, créée en 2005 par Iannucci.
Il décrit à travers une vision loufoque mais pleine d'observations réelles comment le camp des pacifistes a perdu la bataille de la guerre d'Irak. Le spin doctor Malcolm Tucker est inspiré d'Alastair Campbell, le conseiller en communication de Tony Blair entre 1997 et 2003.
« To be in the Loop » signifie en anglais « être dans le coup » ou « être au courant », en référence aux difficultés de communication et aux imbroglios du scénario.

## Synopsis
À l'approche d'une éventuelle invasion en Irak, les services politiques britanniques et américains se sont lancés dans de complexes tractations diplomatiques.
Malcolm Tucker, directeur de la communication pour le Premier ministre britannique, dissèque comme chaque matin les interventions des membres du gouvernement dans les médias. Mais alors qu'il écoute celle de Simon Foster, ministre d'État au développement international, il entend celui-ci dire au détour d'une phrase que la « guerre est imprévisible ». Fonçant au ministère, il croise Toby Wright, le nouvel assistant du ministre, et dont c'est le premier jour au développement international. L'arrivée de Malcolm provoque une véritable tempête, et Toby fait rapidement les frais de ses phrases assassines, lancées aussi bien contre le ministre que contre lui-même, ou contre la directrice de la communication, Judy Molloy. Les consignes sont claires : « il faut tenir la ligne politique, toute opinion divergente n'a pas lieu d'être, surtout de la part d'un ministre d'État ».
Une fois Malcolm reparti, Toby parvient à faire inviter Simon Foster au Foreign Office (ministère des affaires étrangères britannique) où il pourra assister au sommet britanno-américain en présence notamment de Karen Clark, sous-secrétaire d'État américaine à la diplomatie. Le sommet ne se déroule pas réellement comme prévu puisque Toby a oublié de prévenir Simon qu'il ne serait qu'un figurant dans la salle. Qu'à cela ne tienne, les journalistes attendant au dehors seront une bonne occasion pour Simon de suivre la ligne politique. Mais en voulant répondre de manière imagée et métaphorique, le ministre déclare que « pour marcher sur le chemin de la paix, il faut être prêt à gravir la montagne du conflit... » Aussitôt relayée en boucle par les chaines d'informations, sa nouvelle saillie lui vaut un torrent d'insultes de la part de Tucker qui hésite désormais à laisser Simon Foster participer officiellement au comité stratégique de Karen Clark à Washington DC.
Quelques jours plus tard, c'est cependant chose faite, et Simon s'embarque avec Toby pour l'Amérique, sans vraiment savoir ce qu'il va y dire, et qui il va réellement rencontrer. Sur place, Toby retrouve Liza Weld, l'assistante de Karen Clark déjà entrevue à Londres, et auteur d'un rapport particulièrement critique sur une intervention militaire au Moyen-Orient. Il divulgue par erreur l'existence du comité stratégique à la presse, le « comité de guerre » étant censé être secret, et bientôt la situation devient extrêmement confuse, tout le monde voulant désormais en être membre. Les protagonistes font à cette occasion la connaissance de Linton Barwick, sous-secrétaire d'État à la politique et fervent partisan de l'intervention militaire. Celui-ci fait tout pour court-circuiter Karen Clark et son allié, le général Miller, quitte pour cela à utiliser les paroles malheureuses de Simon, ou à modifier les rapports qui lui sont défavorables. Malcolm Tucker lui-même, arrivé peu de temps après Toby et Simon, fait chou blanc à la Maison-Blanche, et se retrouve obligé de collaborer avec Linton qu'il déteste.
De retour en Grande-Bretagne, Simon Foster est rappelé à la réalité du terrain alors qu'il siège dans sa permanence du Northamptonshire. Le mur du local menaçant de s'écrouler, la presse s'empare de l'affaire et se déchaine contre le ministre. Pendant que Jamie Macdonald, l'assistant hystérique et colérique de Malcolm, prend l'affaire en main, Toby se fait prendre la main dans le sac par sa compagne à la suite de l'aventure qu'il a eue à Washington avec Liza Weld. Plus désunie que jamais, l'équipe se rend à Washington pour assister à la réunion de l'ONU qui doit valider le principe de l'intervention au Moyen-Orient. 
C'est également l'heure des règlements de comptes puisqu'à la suite des fuites, le document de Liza Weld se retrouve diffusé dans la presse. Les menaces de démission s'accumulent avec coups de théâtre et retournements de veste, et Simon Foster, pourtant farouchement opposé à la guerre, ne peut absolument rien face à la diplomatie de couloir et aux arrangements secrets. Pris dans la nasse, il ne peut empêcher l'intervention d'être votée et doit démissionner après que le mur de sa permanence se soit finalement écroulé.

## Fiche technique
- Titre : In the Loop
- Réalisation : Armando Iannucci
- Scénario : Armando Iannucci, Jesse Armstrong, Simon Blackwell et Tony Roche d'après la série The Thick of It
- Musique : Adam Ilhan
- Photographie : Jamie Cairney
- Montage : Ant Boys et Billy Sneddon
- Producteurs : Adam Tandy et Kevin Loader
- Société de production : BBC Films
- Budget : 612 650 £
- Pays d'origine : Royaume-Uni
- Langue : anglais
- Format : Couleurs - 2,35:1 - DTS / Dolby Digital - 35 mm
- Genre : Comédie, Film politique
- Durée : 106 minutes
- Dates de sortie[2] :  Royaume-Uni : 17 avril 2009,  France : 18 novembre 2009

## Distribution
- Peter Capaldi : Malcolm Tucker
- Tom Hollander : Simon Foster
- Chris Addison : Toby  Wright
- James Gandolfini : Général Miller
- Steve Coogan : Paul Michaelson
- Mimi Kennedy : Karen Clarke
- Paul Higgins : Jamie McDonald
- Anna Chlumsky : Liza Weld
- Gina McKee : Judy Molloy
- Alex Macqueen : Sir Jonathan Tutt
- James Smith : Michael Rodgers
- Olivia Poulet : Suzy
- Joanna Scanlan : Roz
- Samantha Harrington : Sam

## Distinctions

### Récompenses
- Festival international des jeunes réalisateurs de Saint-Jean-de-Luz 2009 :
  - Chistera du meilleur film
  - Chistera du meilleur réalisateur pour Armando Iannucci
- British Independent Film Awards 2009 : meilleur scénario pour Armando Iannucci, Jesse Armstrong, Simon Blackwell et Tony Roche
- New York Film Critics Circle Awards : meilleur scénario pour Armando Iannucci, Jesse Armstrong, Simon Blackwell et Tony Roche

- Chlotrudis Awards 2010 : 
  - Meilleur acteur dans un second rôle pour Peter Capaldi
  - Meilleur scénario original pour Armando Iannucci, Jesse Armstrong, Simon Blackwell et Tony Roche
  - Meilleure distribution
- Empire Awards 2010 : meilleure comédie
- Evening Standard British Film Awards 2010 : meilleur scénario pour Armando Iannucci, Jesse Armstrong, Simon Blackwell et Tony Roche
- London Critics Circle Film Awards 2010 : scénaristes de l'année pour Armando Iannucci, Jesse Armstrong, Simon Blackwell et Tony Roche

### Nominations
- British Independent Film Awards 2009 :
  - Meilleur film britannique indépendant
  - Meilleur réalisateur pour Armando Iannucci
  - Meilleur acteur pour Peter Capaldi
  - Meilleur acteur dans un second rôle pour Tom Hollander
  - Douglas Hickox Award pour Armando Iannucci
- Chicago Film Critics Association Awards 2009 :
  - Meilleur acteur dans un second rôle pour Peter Capaldi
  - Meilleur scénario adapté pour Armando Iannucci, Jesse Armstrong, Simon Blackwell et Tony Roche

- Oscars du cinéma 2010 : meilleur scénario adapté pour Armando Iannucci, Jesse Armstrong, Simon Blackwell et Tony Roche
- BAFTA Awards 2010 :
  - Meilleur film britannique
  - Meilleur scénario adapté pour Armando Iannucci, Jesse Armstrong, Simon Blackwell et Tony Roche
- Empire Awards 2010 : meilleur film britannique
- London Critics Circle Film Awards :
  - Film britannique de l'année
  - Nouveau réalisateur de l'année pour Armando Iannucci
  - Réalisateur de l'année pour Armando Iannucci
  - Acteur de l'année pour Peter Capaldi
- Online Film Critics Society Awards 2010 :
  - Meilleur scénario adapté pour Armando Iannucci, Jesse Armstrong, Simon Blackwell et Tony Roche
  - Meilleur acteur dans un second rôle Peter Capaldi

## Autour du film
Le film est tiré de la série britannique The Thick of It, créée en 2005 par Armando Iannucci. La plupart des acteurs de la série apparaissent dans le film, mais Peter Capaldi est le seul à reprendre son personnage.